# Tour de France Femmes 2025
Tour de France Femmes 2025, oficjalnie Tour de France Femmes avec Zwift 2025 – 4. edycja wyścigu kolarskiego Tour de France Femmes, która odbyła się w dniach 26 lipca–3 sierpnia 2025 na trasie o długości ponad 1168 kilometrów, składającej się z 9 etapów i biegnącej z Vannes do Châtel. Impreza kategorii 2.WWT była częścią cyklu UCI Women’s World Tour 2025.

## Etapy
| Etap | Data   | Start – Meta                   | type        | Dystans (km) | Suma wzniesień (m) | Zwyciężczyni etapu        | Liderka                |
| ---- | ------ | ------------------------------ | ----------- | ------------ | ------------------ | ------------------------- | ---------------------- |
| 1    | 26 lip | Vannes – Plumelec              | pagórkowaty | 78,8         | 926 m              | Marianne Vos              | Marianne Vos           |
| 2    | 27 lip | Brest – Quimper                | płaski      | 110,4        | 1651 m             | Margarita Victoria García | Kimberley Le Court     |
| 3    | 28 lip | La Gacilly – Angers            | płaski      | 163,5        | 1050 m             | Lorena Wiebes             | Marianne Vos           |
| 4    | 29 lip | Saumur – Poitiers              | płaski      | 130,7        | 748 m              | Lorena Wiebes             | Marianne Vos           |
| 5    | 30 lip | Chasseneuil-du-Poitou – Guéret | górzysty    | 165,8        | 1861 m             | Kimberley Le Court        | Kimberley Le Court     |
| 6    | 31 lip | Clermont-Ferrand – Ambert      | górski      | 123,7        | 2397 m             | Maëva Squiban             | Kimberley Le Court     |
| 7    | 1 sie  | Bourg-en-Bresse – Chambéry     | pagórkowaty | 159,7        | 1986 m             | Maëva Squiban             | Kimberley Le Court     |
| 8    | 2 sie  | Chambéry – Col de la Madeleine | górski      | 111,9        | 3517 m             | Pauline Ferrand-Prévot    | Pauline Ferrand-Prévot |
| 9    | 3 sie  | Praz-sur-Arly – Châtel         | górski      | 124,1        | 2925 m             | Pauline Ferrand-Prévot    | Pauline Ferrand-Prévot |

## Uczestnicy

### Drużyny
| translation for headoftableIII_translate index 58 not found (15)- AG Insurance-Soudal Team - Canyon//SRAM zondacrypto - Ceratizit Pro Cycling Team - FDJ-Suez - Lidl-Trek - Movistar Team - Roland Le Dévoluy - Team Picnic PostNL - Team SD Worx-Protime - Team Visma \| Lease a Bike - UAE Team ADQ - Fenix-Deceuninck - Human Powered Health - Liv AlUla Jayco - Uno-X Mobility Unknown team category (7)- Arkéa-B&B Hotels Women - Cofidis Women Team - EF Education-Oatly - VolkerWessels Women's Pro Cycling Team - Winspace Orange Seal - St Michel-Preference Home-Auber93 - Laboral Kutxa-Fundación Euskadi |
| |

### Lista startowa
| Canyon//SRAM zondacrypto CSZ                  | Canyon//SRAM zondacrypto CSZ   | Canyon//SRAM zondacrypto CSZ |
| --------------------------------------------- | ------------------------------ | ---------------------------- |
| Nr                                            | Kolarka                        | Miejsce                      |
| 1                                             | Katarzyna Niewiadoma (POL)     | 3.                           |
| 2                                             | Ricarda Bauernfeind (GER)      |                              |
| 3                                             | Neve Bradbury (AUS)            |                              |
| 4                                             | Chloé Dygert (USA)             | DNS-9                        |
| 5                                             | Cecilie Uttrup Ludwig (DEN)    | 21.                          |
| 6                                             | Soraya Paladin (ITA)           | DNF-7                        |
| 7                                             | Agnieszka Skalniak-Sójka (POL) | DNS-5                        |
| Dyrektor sportowy : Adam Szabó, Davide Arzeni |                                |                              |

| FDJ-Suez TFS                                      | FDJ-Suez TFS          | FDJ-Suez TFS |
| ------------------------------------------------- | --------------------- | ------------ |
| Nr                                                | Kolarka               | Miejsce      |
| 11                                                | Demi Vollering (NED)  | 2.           |
| 12                                                | Elise Chabbey (SUI)   | 28.          |
| 13                                                | Amber Kraak (NED)     |              |
| 14                                                | Juliette Labous (FRA) | 7.           |
| 15                                                | Marie Le Net (FRA)    |              |
| 16                                                | Évita Muzic (FRA)     | 10.          |
| 17                                                | Ally Wollaston (NZL)  |              |
| Dyrektor sportowy : Flavien Soenen, Nicolas Maire |                       |              |

| Fenix-Deceuninck FDC                                  | Fenix-Deceuninck FDC          | Fenix-Deceuninck FDC |
| ----------------------------------------------------- | ----------------------------- | -------------------- |
| Nr                                                    | Kolarka                       | Miejsce              |
| 21                                                    | Pauliena Rooijakkers (NED)    | 9.                   |
| 22                                                    | Millie Couzens (GBR)          |                      |
| 23                                                    | Yara Kastelijn (NED)          | 17.                  |
| 24                                                    | Flora Perkins (GBR)           |                      |
| 25                                                    | Puck Pieterse (NED)           | 24.                  |
| 26                                                    | Christina Schweinberger (AUT) |                      |
| 27                                                    | Marthe Truyen (BEL)           |                      |
| Dyrektor sportowy : Rik Van Slycke, Michel Cornelisse |                               |                      |

| EF Education-Oatly EFC                         | EF Education-Oatly EFC     | EF Education-Oatly EFC |
| ---------------------------------------------- | -------------------------- | ---------------------- |
| Nr                                             | Kolarka                    | Miejsce                |
| 31                                             | Cédrine Kerbaol (FRA)      | 8.                     |
| 32                                             | Letizia Borghesi (ITA)     |                        |
| 33                                             | Henrietta Christie (NZL)   |                        |
| 34                                             | Kristen Faulkner (USA)     | DNF-5                  |
| 35                                             | Alison Jackson (CAN)       |                        |
| 36                                             | Noemi Rüegg (SUI)          |                        |
| 37                                             | Magdeleine Vallieres (CAN) | 18.                    |
| Dyrektor sportowy : Daniel Foder, Carmen Small |                            |                        |

| SD Worx-Protime SDW                           | SD Worx-Protime SDW        | SD Worx-Protime SDW |
| --------------------------------------------- | -------------------------- | ------------------- |
| Nr                                            | Kolarka                    | Miejsce             |
| 41                                            | Lotte Kopecky (BEL)        |                     |
| 42                                            | Mischa Bredewold (NED)     |                     |
| 43                                            | Elena Cecchini (ITA)       |                     |
| 44                                            | Femke Gerritse (NED)       |                     |
| 45                                            | Anna van der Breggen (NED) | 11.                 |
| 46                                            | Blanka Kata Vas (HUN)      |                     |
| 47                                            | Lorena Wiebes (NED)        |                     |
| Dyrektor sportowy : Danny Stam, Christian Kos |                            |                     |

| Team Visma \| Lease a Bike TVL               | Team Visma \| Lease a Bike TVL | Team Visma \| Lease a Bike TVL |
| -------------------------------------------- | ------------------------------ | ------------------------------ |
| Nr                                           | Kolarka                        | Miejsce                        |
| 51                                           | Pauline Ferrand-Prévot (FRA)   | 1.                             |
| 52                                           | Marion Bunel (FRA)             |                                |
| 53                                           | Femke de Vries (NED)           | 20.                            |
| 54                                           | Lieke Nooijen (NED)            |                                |
| 55                                           | Eva van Agt (NED)              |                                |
| 56                                           | Marianne Vos (NED)             |                                |
| 57                                           | Imogen Wolff (GBR)             |                                |
| Dyrektor sportowy : Jan Boven, Jos van Emden |                                |                                |

| UAE Team ADQ UAD                                | UAE Team ADQ UAD           | UAE Team ADQ UAD |
| ----------------------------------------------- | -------------------------- | ---------------- |
| Nr                                              | Kolarka                    | Miejsce          |
| 61                                              | Elisa Longo Borghini (ITA) | DNS-3            |
| 62                                              | Brodie Chapman (AUS)       | DNS-9            |
| 63                                              | Eleonora Gasparrini (ITA)  | DNS-4            |
| 64                                              | Lara Gillespie (IRL)       |                  |
| 65                                              | Maëva Squiban (FRA)        | 15.              |
| 66                                              | Karlijn Swinkels (NED)     | DNF-5            |
| 67                                              | Dominika Włodarczyk (POL)  | 4.               |
| Dyrektor sportowy : Cherie Pridham, Davide Gani |                            |                  |

| Movistar Team MOV                             | Movistar Team MOV           | Movistar Team MOV |
| --------------------------------------------- | --------------------------- | ----------------- |
| Nr                                            | Kolarka                     | Miejsce           |
| 71                                            | Marlen Reusser (SUI)        | DNF-1             |
| 72                                            | Aude Biannic (FRA)          |                   |
| 73                                            | Jelena Erić (SRB)           |                   |
| 74                                            | Liane Lippert (GER)         |                   |
| 75                                            | Ana Vitória Magalhães (BRA) |                   |
| 76                                            | Sara Martín Martín (ESP)    |                   |
| 77                                            | Mareille Meijering (NED)    |                   |
| Dyrektor sportowy : Jorge Sanz, Kelvin Dekker |                             |                   |

| Lidl-Trek LTK                                              | Lidl-Trek LTK            | Lidl-Trek LTK |
| ---------------------------------------------------------- | ------------------------ | ------------- |
| Nr                                                         | Kolarka                  | Miejsce       |
| 81                                                         | Elisa Balsamo (ITA)      | DNF-5         |
| 82                                                         | Lucinda Brand (NED)      |               |
| 83                                                         | Niamh Fisher-Black (NZL) | 5.            |
| 84                                                         | Riejanne Markus (NED)    | 22.           |
| 85                                                         | Emma Norsgaard (DEN)     |               |
| 86                                                         | Lauretta Hanson (AUS)    |               |
| 87                                                         | Shirin van Anrooij (NED) |               |
| Dyrektor sportowy : Jeroen Blijlevens, Ina-Yoko Teutenberg |                          |               |

| AG Insurance-Soudal Team AGS                     | AG Insurance-Soudal Team AGS | AG Insurance-Soudal Team AGS |
| ------------------------------------------------ | ---------------------------- | ---------------------------- |
| Nr                                               | Kolarka                      | Miejsce                      |
| 91                                               | Kimberley Le Court (MRI)     | 16.                          |
| 92                                               | Shari Bossuyt (BEL)          |                              |
| 93                                               | Justine Ghekiere (BEL)       | 14.                          |
| 94                                               | Sarah Gigante (AUS)          | 6.                           |
| 95                                               | Ilse Pluimers (NED)          |                              |
| 96                                               | Julie Van de Velde (BEL)     |                              |
| 97                                               | Gladys Verhulst (FRA)        | DNF-9                        |
| Dyrektor sportowy : Stijn Steels, Jolien D’Hoore |                              |                              |

| Team Picnic PostNL TPP                             | Team Picnic PostNL TPP | Team Picnic PostNL TPP |
| -------------------------------------------------- | ---------------------- | ---------------------- |
| Nr                                                 | Kolarka                | Miejsce                |
| 101                                                | Charlotte Kool (NED)   | DNS-2                  |
| 102                                                | Francesca Barale (ITA) |                        |
| 103                                                | Rachele Barbieri (ITA) |                        |
| 104                                                | Pfeiffer Georgi (GBR)  |                        |
| 105                                                | Megan Jastrab (USA)    |                        |
| 106                                                | Franziska Koch (GER)   |                        |
| 107                                                | Nienke Vinke (NED)     | 19.                    |
| Dyrektor sportowy : Callum Ferguson, Albert Timmer |                        |                        |

| Arkéa-B&B Hotels Women ARK                            | Arkéa-B&B Hotels Women ARK    | Arkéa-B&B Hotels Women ARK |
| ----------------------------------------------------- | ----------------------------- | -------------------------- |
| Nr                                                    | Kolarka                       | Miejsce                    |
| 111                                                   | Valentina Cavallar (AUT)      | DNS-6                      |
| 112                                                   | Lotte Claes (BEL)             |                            |
| 113                                                   | Emilia Fahlin (SWE)           |                            |
| 114                                                   | Clémence Latimier (FRA)       |                            |
| 115                                                   | Titia Ryo (FRA)               | 26.                        |
| 116                                                   | Maurène Trégouët (FRA)        |                            |
| 117                                                   | Marjolein van 't Geloof (NED) | DNF-5                      |
| Dyrektor sportowy : Grégoire Le Calvé, Gaël Le Bellec |                               |                            |

| Liv AlUla Jayco LIV                          | Liv AlUla Jayco LIV             | Liv AlUla Jayco LIV |
| -------------------------------------------- | ------------------------------- | ------------------- |
| Nr                                           | Kolarka                         | Miejsce             |
| 121                                          | Letizia Paternoster (ITA)       |                     |
| 122                                          | Margarita Victoria García (ESP) | 27.                 |
| 123                                          | Jeanne Korevaar (NED)           |                     |
| 124                                          | Ruby Roseman-Gannon (AUS)       |                     |
| 125                                          | Silke Smulders (NED)            |                     |
| 126                                          | Monica Trinca Colonel (ITA)     | DNF-5               |
| 127                                          | Ella Wyllie (NZL)               | 12.                 |
| Dyrektor sportowy : Shawn Clarke, Gene Bates |                                 |                     |

| Uno-X Mobility UXM                                 | Uno-X Mobility UXM              | Uno-X Mobility UXM |
| -------------------------------------------------- | ------------------------------- | ------------------ |
| Nr                                                 | Kolarka                         | Miejsce            |
| 131                                                | Katrine Aalerud (NOR)           | DNF-5              |
| 132                                                | Susanne Andersen (NOR)          | OTL-8              |
| 133                                                | Teuntje Beekhuis (NED)          |                    |
| 134                                                | Maria Giulia Confalonieri (ITA) | DNF-5              |
| 135                                                | Rebecca Koerner (DEN) (ITT)     | DNS-4              |
| 136                                                | Mie Bjørndal Ottestad (NOR)     | DNS-6              |
| 137                                                | Linda Zanetti (SUI)             |                    |
| Dyrektor sportowy : Anna Badegruber, Martin Vestby |                                 |                    |

| Cofidis COF                                         | Cofidis COF             | Cofidis COF |
| --------------------------------------------------- | ----------------------- | ----------- |
| Nr                                                  | Kolarka                 | Miejsce     |
| 141                                                 | Victoire Berteau (FRA)  |             |
| 142                                                 | Julie Bego (FRA)        |             |
| 143                                                 | Eugenia Bujak (SLO)     | DNF-5       |
| 144                                                 | Amalie Dideriksen (DEN) |             |
| 145                                                 | Clara Koppenburg (GER)  |             |
| 146                                                 | Hannah Ludwig (GER)     |             |
| 147                                                 | Nadia Quagliotto (ITA)  |             |
| Dyrektor sportowy : Mélanie Briot, Magnus Bäckstedt |                         |             |

| Ceratizit Pro Cycling Team CTC                 | Ceratizit Pro Cycling Team CTC | Ceratizit Pro Cycling Team CTC |
| ---------------------------------------------- | ------------------------------ | ------------------------------ |
| Nr                                             | Kolarka                        | Miejsce                        |
| 151                                            | Sarah Van Dam (CAN)            |                                |
| 152                                            | Franziska Brauße (GER)         |                                |
| 153                                            | Kristýna Burlová (CZE)         | DNF-6                          |
| 154                                            | Elena Hartmann (SUI)           |                                |
| 155                                            | Daniek Hengeveld (NED)         |                                |
| 156                                            | Célia Le Mouel (FRA)           |                                |
| 157                                            | Dilyxine Miermont (FRA)        | DNS-8                          |
| Dyrektor sportowy : Claude Sun, Dirk Baldinger |                                |                                |

| Human Powered Health HPH                              | Human Powered Health HPH | Human Powered Health HPH |
| ----------------------------------------------------- | ------------------------ | ------------------------ |
| Nr                                                    | Kolarka                  | Miejsce                  |
| 161                                                   | Barbara Malcotti (ITA)   | 13.                      |
| 162                                                   | Thalita de Jong (NED)    |                          |
| 163                                                   | Ruth Winder (USA)        |                          |
| 164                                                   | Romy Kasper (GER)        |                          |
| 165                                                   | Mona Mitterwallner (AUT) |                          |
| 166                                                   | Marit Raaijmakers (NED)  |                          |
| 167                                                   | Lily Williams (USA)      | 70.                      |
| Dyrektor sportowy : Clark Sheehan, Enrico Campolunghi |                          |                          |

| St Michel-Preference Home-Auber 93 AUB         | St Michel-Preference Home-Auber 93 AUB | St Michel-Preference Home-Auber 93 AUB |
| ---------------------------------------------- | -------------------------------------- | -------------------------------------- |
| Nr                                             | Kolarka                                | Miejsce                                |
| 171                                            | Alicia González (ESP)                  | 117.                                   |
| 172                                            | Alison Avoine (FRA)                    | 123.                                   |
| 173                                            | Lucie Fityus (AUS)                     | OTL-2                                  |
| 174                                            | Emilie Morier (FRA)                    | 25.                                    |
| 175                                            | Elyne Roussel (FRA)                    | DNF-7                                  |
| 176                                            | Ségolène Thomas (FRA)                  | OTL-2                                  |
| 177                                            | Emily Watts (AUS)                      | 114.                                   |
| Dyrektor sportowy : Stephan Gaudry, Tony Hurel |                                        |                                        |

| Laboral Kutxa-Fundación Euskadi LKF              | Laboral Kutxa-Fundación Euskadi LKF | Laboral Kutxa-Fundación Euskadi LKF |
| ------------------------------------------------ | ----------------------------------- | ----------------------------------- |
| Nr                                               | Kolarka                             | Miejsce                             |
| 181                                              | Ane Santesteban (ESP)               | 35.                                 |
| 182                                              | Alice Maria Arzuffi (ITA)           | 63.                                 |
| 183                                              | Idoia Eraso (ESP)                   | 106.                                |
| 184                                              | Usoa Ostolaza (ESP)                 | 40.                                 |
| 185                                              | Catalina Soto (CHI)                 | 119.                                |
| 186                                              | Alba Teruel (ESP)                   | DNF-9                               |
| 187                                              | Laura Tomasi (ITA)                  | 99.                                 |
| Dyrektor sportowy : Ion Lazkano, Peio Goikoetxea |                                     |                                     |

| Winspace Orange Seal WOS                                     | Winspace Orange Seal WOS      | Winspace Orange Seal WOS |
| ------------------------------------------------------------ | ----------------------------- | ------------------------ |
| Nr                                                           | Kolarka                       | Miejsce                  |
| 191                                                          | Karolina Perekitko (POL)      | 55.                      |
| 192                                                          | Marine Allione (FRA)          | 102.                     |
| 193                                                          | Nadia Gontova (CAN)           | 23.                      |
| 194                                                          | Kiara Lylyk (CAN)             | 116.                     |
| 195                                                          | Fiona Mangan (IRL)            | 118.                     |
| 196                                                          | Marie-Morgane Le Deunff (FRA) | OTL-2                    |
| 197                                                          | Constance Valentin (FRA)      | 91.                      |
| Dyrektor sportowy : Jean Christophe Barbotin, Franck Renimel |                               |                          |

| VolkerWessels VWT                                      | VolkerWessels VWT           | VolkerWessels VWT |
| ------------------------------------------------------ | --------------------------- | ----------------- |
| Nr                                                     | Kolarka                     | Miejsce           |
| 201                                                    | Eline Jansen (NED)          | 44.               |
| 202                                                    | Valerie Demey (BEL)         | 94.               |
| 203                                                    | Anne Dijkstra (NED)         | 103.              |
| 204                                                    | Laura Molenaar (NED)        | 85.               |
| 205                                                    | Maud Rijnbeek (NED)         | 67.               |
| 206                                                    | Lonneke Uneken (NED)        | 115.              |
| 207                                                    | Margot Vanpachtenbeke (BEL) | 29.               |
| Dyrektor sportowy : Larissa Havik, Marieke van Wanroij |                             |                   |

| Roland Le Dévoluy CGS                            | Roland Le Dévoluy CGS | Roland Le Dévoluy CGS |
| ------------------------------------------------ | --------------------- | --------------------- |
| Nr                                               | Kolarka               | Miejsce               |
| 211                                              | Morgane Coston (FRA)  | 46.                   |
| 212                                              | Tamara Dronowa        | 96.                   |
| 213                                              | Mia Griffin (IRL)     | 97.                   |
| 214                                              | Elena Pirrone (ITA)   | OTL-2                 |
| 215                                              | Kaja Rysz (POL)       | 101.                  |
| 216                                              | Petra Stiasny (SUI)   | 53.                   |
| 217                                              | Sylvie Swinkels (NED) | DNF-2                 |
| Dyrektor sportowy : Sergey Klimov, Cédric Bugnon |                       |                       |

| Canyon//SRAM zondacrypto CSZ                  | Canyon//SRAM zondacrypto CSZ   | Canyon//SRAM zondacrypto CSZ |
| --------------------------------------------- | ------------------------------ | ---------------------------- |
| Nr                                            | Kolarka                        | Miejsce                      |
| 1                                             | Katarzyna Niewiadoma (POL)     | 3.                           |
| 2                                             | Ricarda Bauernfeind (GER)      |                              |
| 3                                             | Neve Bradbury (AUS)            |                              |
| 4                                             | Chloé Dygert (USA)             | DNS-9                        |
| 5                                             | Cecilie Uttrup Ludwig (DEN)    | 21.                          |
| 6                                             | Soraya Paladin (ITA)           | DNF-7                        |
| 7                                             | Agnieszka Skalniak-Sójka (POL) | DNS-5                        |
| Dyrektor sportowy : Adam Szabó, Davide Arzeni |                                |                              |

| FDJ-Suez TFS                                      | FDJ-Suez TFS          | FDJ-Suez TFS |
| ------------------------------------------------- | --------------------- | ------------ |
| Nr                                                | Kolarka               | Miejsce      |
| 11                                                | Demi Vollering (NED)  | 2.           |
| 12                                                | Elise Chabbey (SUI)   | 28.          |
| 13                                                | Amber Kraak (NED)     |              |
| 14                                                | Juliette Labous (FRA) | 7.           |
| 15                                                | Marie Le Net (FRA)    |              |
| 16                                                | Évita Muzic (FRA)     | 10.          |
| 17                                                | Ally Wollaston (NZL)  |              |
| Dyrektor sportowy : Flavien Soenen, Nicolas Maire |                       |              |

| Fenix-Deceuninck FDC                                  | Fenix-Deceuninck FDC          | Fenix-Deceuninck FDC |
| ----------------------------------------------------- | ----------------------------- | -------------------- |
| Nr                                                    | Kolarka                       | Miejsce              |
| 21                                                    | Pauliena Rooijakkers (NED)    | 9.                   |
| 22                                                    | Millie Couzens (GBR)          |                      |
| 23                                                    | Yara Kastelijn (NED)          | 17.                  |
| 24                                                    | Flora Perkins (GBR)           |                      |
| 25                                                    | Puck Pieterse (NED)           | 24.                  |
| 26                                                    | Christina Schweinberger (AUT) |                      |
| 27                                                    | Marthe Truyen (BEL)           |                      |
| Dyrektor sportowy : Rik Van Slycke, Michel Cornelisse |                               |                      |

| EF Education-Oatly EFC                         | EF Education-Oatly EFC     | EF Education-Oatly EFC |
| ---------------------------------------------- | -------------------------- | ---------------------- |
| Nr                                             | Kolarka                    | Miejsce                |
| 31                                             | Cédrine Kerbaol (FRA)      | 8.                     |
| 32                                             | Letizia Borghesi (ITA)     |                        |
| 33                                             | Henrietta Christie (NZL)   |                        |
| 34                                             | Kristen Faulkner (USA)     | DNF-5                  |
| 35                                             | Alison Jackson (CAN)       |                        |
| 36                                             | Noemi Rüegg (SUI)          |                        |
| 37                                             | Magdeleine Vallieres (CAN) | 18.                    |
| Dyrektor sportowy : Daniel Foder, Carmen Small |                            |                        |

| SD Worx-Protime SDW                           | SD Worx-Protime SDW        | SD Worx-Protime SDW |
| --------------------------------------------- | -------------------------- | ------------------- |
| Nr                                            | Kolarka                    | Miejsce             |
| 41                                            | Lotte Kopecky (BEL)        |                     |
| 42                                            | Mischa Bredewold (NED)     |                     |
| 43                                            | Elena Cecchini (ITA)       |                     |
| 44                                            | Femke Gerritse (NED)       |                     |
| 45                                            | Anna van der Breggen (NED) | 11.                 |
| 46                                            | Blanka Kata Vas (HUN)      |                     |
| 47                                            | Lorena Wiebes (NED)        |                     |
| Dyrektor sportowy : Danny Stam, Christian Kos |                            |                     |

| Team Visma \| Lease a Bike TVL               | Team Visma \| Lease a Bike TVL | Team Visma \| Lease a Bike TVL |
| -------------------------------------------- | ------------------------------ | ------------------------------ |
| Nr                                           | Kolarka                        | Miejsce                        |
| 51                                           | Pauline Ferrand-Prévot (FRA)   | 1.                             |
| 52                                           | Marion Bunel (FRA)             |                                |
| 53                                           | Femke de Vries (NED)           | 20.                            |
| 54                                           | Lieke Nooijen (NED)            |                                |
| 55                                           | Eva van Agt (NED)              |                                |
| 56                                           | Marianne Vos (NED)             |                                |
| 57                                           | Imogen Wolff (GBR)             |                                |
| Dyrektor sportowy : Jan Boven, Jos van Emden |                                |                                |

| UAE Team ADQ UAD                                | UAE Team ADQ UAD           | UAE Team ADQ UAD |
| ----------------------------------------------- | -------------------------- | ---------------- |
| Nr                                              | Kolarka                    | Miejsce          |
| 61                                              | Elisa Longo Borghini (ITA) | DNS-3            |
| 62                                              | Brodie Chapman (AUS)       | DNS-9            |
| 63                                              | Eleonora Gasparrini (ITA)  | DNS-4            |
| 64                                              | Lara Gillespie (IRL)       |                  |
| 65                                              | Maëva Squiban (FRA)        | 15.              |
| 66                                              | Karlijn Swinkels (NED)     | DNF-5            |
| 67                                              | Dominika Włodarczyk (POL)  | 4.               |
| Dyrektor sportowy : Cherie Pridham, Davide Gani |                            |                  |

| Movistar Team MOV                             | Movistar Team MOV           | Movistar Team MOV |
| --------------------------------------------- | --------------------------- | ----------------- |
| Nr                                            | Kolarka                     | Miejsce           |
| 71                                            | Marlen Reusser (SUI)        | DNF-1             |
| 72                                            | Aude Biannic (FRA)          |                   |
| 73                                            | Jelena Erić (SRB)           |                   |
| 74                                            | Liane Lippert (GER)         |                   |
| 75                                            | Ana Vitória Magalhães (BRA) |                   |
| 76                                            | Sara Martín Martín (ESP)    |                   |
| 77                                            | Mareille Meijering (NED)    |                   |
| Dyrektor sportowy : Jorge Sanz, Kelvin Dekker |                             |                   |

| Lidl-Trek LTK                                              | Lidl-Trek LTK            | Lidl-Trek LTK |
| ---------------------------------------------------------- | ------------------------ | ------------- |
| Nr                                                         | Kolarka                  | Miejsce       |
| 81                                                         | Elisa Balsamo (ITA)      | DNF-5         |
| 82                                                         | Lucinda Brand (NED)      |               |
| 83                                                         | Niamh Fisher-Black (NZL) | 5.            |
| 84                                                         | Riejanne Markus (NED)    | 22.           |
| 85                                                         | Emma Norsgaard (DEN)     |               |
| 86                                                         | Lauretta Hanson (AUS)    |               |
| 87                                                         | Shirin van Anrooij (NED) |               |
| Dyrektor sportowy : Jeroen Blijlevens, Ina-Yoko Teutenberg |                          |               |

| AG Insurance-Soudal Team AGS                     | AG Insurance-Soudal Team AGS | AG Insurance-Soudal Team AGS |
| ------------------------------------------------ | ---------------------------- | ---------------------------- |
| Nr                                               | Kolarka                      | Miejsce                      |
| 91                                               | Kimberley Le Court (MRI)     | 16.                          |
| 92                                               | Shari Bossuyt (BEL)          |                              |
| 93                                               | Justine Ghekiere (BEL)       | 14.                          |
| 94                                               | Sarah Gigante (AUS)          | 6.                           |
| 95                                               | Ilse Pluimers (NED)          |                              |
| 96                                               | Julie Van de Velde (BEL)     |                              |
| 97                                               | Gladys Verhulst (FRA)        | DNF-9                        |
| Dyrektor sportowy : Stijn Steels, Jolien D’Hoore |                              |                              |

| Team Picnic PostNL TPP                             | Team Picnic PostNL TPP | Team Picnic PostNL TPP |
| -------------------------------------------------- | ---------------------- | ---------------------- |
| Nr                                                 | Kolarka                | Miejsce                |
| 101                                                | Charlotte Kool (NED)   | DNS-2                  |
| 102                                                | Francesca Barale (ITA) |                        |
| 103                                                | Rachele Barbieri (ITA) |                        |
| 104                                                | Pfeiffer Georgi (GBR)  |                        |
| 105                                                | Megan Jastrab (USA)    |                        |
| 106                                                | Franziska Koch (GER)   |                        |
| 107                                                | Nienke Vinke (NED)     | 19.                    |
| Dyrektor sportowy : Callum Ferguson, Albert Timmer |                        |                        |

| Arkéa-B&B Hotels Women ARK                            | Arkéa-B&B Hotels Women ARK    | Arkéa-B&B Hotels Women ARK |
| ----------------------------------------------------- | ----------------------------- | -------------------------- |
| Nr                                                    | Kolarka                       | Miejsce                    |
| 111                                                   | Valentina Cavallar (AUT)      | DNS-6                      |
| 112                                                   | Lotte Claes (BEL)             |                            |
| 113                                                   | Emilia Fahlin (SWE)           |                            |
| 114                                                   | Clémence Latimier (FRA)       |                            |
| 115                                                   | Titia Ryo (FRA)               | 26.                        |
| 116                                                   | Maurène Trégouët (FRA)        |                            |
| 117                                                   | Marjolein van 't Geloof (NED) | DNF-5                      |
| Dyrektor sportowy : Grégoire Le Calvé, Gaël Le Bellec |                               |                            |

| Liv AlUla Jayco LIV                          | Liv AlUla Jayco LIV             | Liv AlUla Jayco LIV |
| -------------------------------------------- | ------------------------------- | ------------------- |
| Nr                                           | Kolarka                         | Miejsce             |
| 121                                          | Letizia Paternoster (ITA)       |                     |
| 122                                          | Margarita Victoria García (ESP) | 27.                 |
| 123                                          | Jeanne Korevaar (NED)           |                     |
| 124                                          | Ruby Roseman-Gannon (AUS)       |                     |
| 125                                          | Silke Smulders (NED)            |                     |
| 126                                          | Monica Trinca Colonel (ITA)     | DNF-5               |
| 127                                          | Ella Wyllie (NZL)               | 12.                 |
| Dyrektor sportowy : Shawn Clarke, Gene Bates |                                 |                     |

| Uno-X Mobility UXM                                 | Uno-X Mobility UXM              | Uno-X Mobility UXM |
| -------------------------------------------------- | ------------------------------- | ------------------ |
| Nr                                                 | Kolarka                         | Miejsce            |
| 131                                                | Katrine Aalerud (NOR)           | DNF-5              |
| 132                                                | Susanne Andersen (NOR)          | OTL-8              |
| 133                                                | Teuntje Beekhuis (NED)          |                    |
| 134                                                | Maria Giulia Confalonieri (ITA) | DNF-5              |
| 135                                                | Rebecca Koerner (DEN) (ITT)     | DNS-4              |
| 136                                                | Mie Bjørndal Ottestad (NOR)     | DNS-6              |
| 137                                                | Linda Zanetti (SUI)             |                    |
| Dyrektor sportowy : Anna Badegruber, Martin Vestby |                                 |                    |

| Cofidis COF                                         | Cofidis COF             | Cofidis COF |
| --------------------------------------------------- | ----------------------- | ----------- |
| Nr                                                  | Kolarka                 | Miejsce     |
| 141                                                 | Victoire Berteau (FRA)  |             |
| 142                                                 | Julie Bego (FRA)        |             |
| 143                                                 | Eugenia Bujak (SLO)     | DNF-5       |
| 144                                                 | Amalie Dideriksen (DEN) |             |
| 145                                                 | Clara Koppenburg (GER)  |             |
| 146                                                 | Hannah Ludwig (GER)     |             |
| 147                                                 | Nadia Quagliotto (ITA)  |             |
| Dyrektor sportowy : Mélanie Briot, Magnus Bäckstedt |                         |             |

| Ceratizit Pro Cycling Team CTC                 | Ceratizit Pro Cycling Team CTC | Ceratizit Pro Cycling Team CTC |
| ---------------------------------------------- | ------------------------------ | ------------------------------ |
| Nr                                             | Kolarka                        | Miejsce                        |
| 151                                            | Sarah Van Dam (CAN)            |                                |
| 152                                            | Franziska Brauße (GER)         |                                |
| 153                                            | Kristýna Burlová (CZE)         | DNF-6                          |
| 154                                            | Elena Hartmann (SUI)           |                                |
| 155                                            | Daniek Hengeveld (NED)         |                                |
| 156                                            | Célia Le Mouel (FRA)           |                                |
| 157                                            | Dilyxine Miermont (FRA)        | DNS-8                          |
| Dyrektor sportowy : Claude Sun, Dirk Baldinger |                                |                                |

| Human Powered Health HPH                              | Human Powered Health HPH | Human Powered Health HPH |
| ----------------------------------------------------- | ------------------------ | ------------------------ |
| Nr                                                    | Kolarka                  | Miejsce                  |
| 161                                                   | Barbara Malcotti (ITA)   | 13.                      |
| 162                                                   | Thalita de Jong (NED)    |                          |
| 163                                                   | Ruth Winder (USA)        |                          |
| 164                                                   | Romy Kasper (GER)        |                          |
| 165                                                   | Mona Mitterwallner (AUT) |                          |
| 166                                                   | Marit Raaijmakers (NED)  |                          |
| 167                                                   | Lily Williams (USA)      | 70.                      |
| Dyrektor sportowy : Clark Sheehan, Enrico Campolunghi |                          |                          |

| St Michel-Preference Home-Auber 93 AUB         | St Michel-Preference Home-Auber 93 AUB | St Michel-Preference Home-Auber 93 AUB |
| ---------------------------------------------- | -------------------------------------- | -------------------------------------- |
| Nr                                             | Kolarka                                | Miejsce                                |
| 171                                            | Alicia González (ESP)                  | 117.                                   |
| 172                                            | Alison Avoine (FRA)                    | 123.                                   |
| 173                                            | Lucie Fityus (AUS)                     | OTL-2                                  |
| 174                                            | Emilie Morier (FRA)                    | 25.                                    |
| 175                                            | Elyne Roussel (FRA)                    | DNF-7                                  |
| 176                                            | Ségolène Thomas (FRA)                  | OTL-2                                  |
| 177                                            | Emily Watts (AUS)                      | 114.                                   |
| Dyrektor sportowy : Stephan Gaudry, Tony Hurel |                                        |                                        |

| Laboral Kutxa-Fundación Euskadi LKF              | Laboral Kutxa-Fundación Euskadi LKF | Laboral Kutxa-Fundación Euskadi LKF |
| ------------------------------------------------ | ----------------------------------- | ----------------------------------- |
| Nr                                               | Kolarka                             | Miejsce                             |
| 181                                              | Ane Santesteban (ESP)               | 35.                                 |
| 182                                              | Alice Maria Arzuffi (ITA)           | 63.                                 |
| 183                                              | Idoia Eraso (ESP)                   | 106.                                |
| 184                                              | Usoa Ostolaza (ESP)                 | 40.                                 |
| 185                                              | Catalina Soto (CHI)                 | 119.                                |
| 186                                              | Alba Teruel (ESP)                   | DNF-9                               |
| 187                                              | Laura Tomasi (ITA)                  | 99.                                 |
| Dyrektor sportowy : Ion Lazkano, Peio Goikoetxea |                                     |                                     |

| Winspace Orange Seal WOS                                     | Winspace Orange Seal WOS      | Winspace Orange Seal WOS |
| ------------------------------------------------------------ | ----------------------------- | ------------------------ |
| Nr                                                           | Kolarka                       | Miejsce                  |
| 191                                                          | Karolina Perekitko (POL)      | 55.                      |
| 192                                                          | Marine Allione (FRA)          | 102.                     |
| 193                                                          | Nadia Gontova (CAN)           | 23.                      |
| 194                                                          | Kiara Lylyk (CAN)             | 116.                     |
| 195                                                          | Fiona Mangan (IRL)            | 118.                     |
| 196                                                          | Marie-Morgane Le Deunff (FRA) | OTL-2                    |
| 197                                                          | Constance Valentin (FRA)      | 91.                      |
| Dyrektor sportowy : Jean Christophe Barbotin, Franck Renimel |                               |                          |

| VolkerWessels VWT                                      | VolkerWessels VWT           | VolkerWessels VWT |
| ------------------------------------------------------ | --------------------------- | ----------------- |
| Nr                                                     | Kolarka                     | Miejsce           |
| 201                                                    | Eline Jansen (NED)          | 44.               |
| 202                                                    | Valerie Demey (BEL)         | 94.               |
| 203                                                    | Anne Dijkstra (NED)         | 103.              |
| 204                                                    | Laura Molenaar (NED)        | 85.               |
| 205                                                    | Maud Rijnbeek (NED)         | 67.               |
| 206                                                    | Lonneke Uneken (NED)        | 115.              |
| 207                                                    | Margot Vanpachtenbeke (BEL) | 29.               |
| Dyrektor sportowy : Larissa Havik, Marieke van Wanroij |                             |                   |

| Roland Le Dévoluy CGS                            | Roland Le Dévoluy CGS | Roland Le Dévoluy CGS |
| ------------------------------------------------ | --------------------- | --------------------- |
| Nr                                               | Kolarka               | Miejsce               |
| 211                                              | Morgane Coston (FRA)  | 46.                   |
| 212                                              | Tamara Dronowa        | 96.                   |
| 213                                              | Mia Griffin (IRL)     | 97.                   |
| 214                                              | Elena Pirrone (ITA)   | OTL-2                 |
| 215                                              | Kaja Rysz (POL)       | 101.                  |
| 216                                              | Petra Stiasny (SUI)   | 53.                   |
| 217                                              | Sylvie Swinkels (NED) | DNF-2                 |
| Dyrektor sportowy : Sergey Klimov, Cédric Bugnon |                       |                       |

Legenda: DNF – nie ukończył etapu, OTL – przekroczył limit czasu, DNS – nie wystartował do etapu, DSQ – zdyskwalifikowany. Numer przy skrócie oznacza etap, na którym kolarz opuścił wyścig.

## Wyniki etapów

### Etap 1
| Vannes - Plumelec | pagórkowaty | (78,8 km) |

| \| Klasyfikacja etapu \| Klasyfikacja etapu \| Klasyfikacja etapu \| Klasyfikacja etapu \| Klasyfikacja etapu \| \| Kolarz \| Kolarz \| Państwo \| Drużyna \| Czas \| \| ------------------ \| ---------------------- \| ------------------ \| -------------------------- \| ------------------ \| \| 1. \| Marianne Vos \| Holandia \| Team Visma \\| Lease a Bike \| 1h 53' 03" \| \| 2. \| Kimberley Le Court \| Mauritius \| AG Insurance-Soudal Team \| + 0" \| \| 3. \| Pauline Ferrand-Prévot \| Francja \| Team Visma \\| Lease a Bike \| + 0" \| \| 4. \| Katarzyna Niewiadoma \| Polska \| Canyon//SRAM zondacrypto \| + 0" \| \| 5. \| Demi Vollering \| Holandia \| FDJ-Suez \| + 3" \| \| 6. \| Puck Pieterse \| Holandia \| Fenix-Deceuninck \| + 5" \| \| 7. \| Anna van der Breggen \| Holandia \| SD Worx-Protime \| + 5" \| \| 8. \| Eline Jansen \| Holandia \| VolkerWessels \| + 9" \| \| 9. \| Pauliena Rooijakkers \| Holandia \| Fenix-Deceuninck \| + 9" \| \| 10. \| Pfeiffer Georgi \| Wielka Brytania \| Team Picnic PostNL \| + 9" \| |                        |                 |                            |            |
| |                        |                 |                            |            |
| Źródło: ProCyclingStats |                        |                 |                            |            |
| Klasyfikacja etapu |                        |                 |                            |            |
| Kolarz | Kolarz                 | Państwo         | Drużyna                    | Czas       |
| 1. | Marianne Vos           | Holandia        | Team Visma \| Lease a Bike | 1h 53' 03" |
| 2. | Kimberley Le Court     | Mauritius       | AG Insurance-Soudal Team   | + 0"       |
| 3. | Pauline Ferrand-Prévot | Francja         | Team Visma \| Lease a Bike | + 0"       |
| 4. | Katarzyna Niewiadoma   | Polska          | Canyon//SRAM zondacrypto   | + 0"       |
| 5. | Demi Vollering         | Holandia        | FDJ-Suez                   | + 3"       |
| 6. | Puck Pieterse          | Holandia        | Fenix-Deceuninck           | + 5"       |
| 7. | Anna van der Breggen   | Holandia        | SD Worx-Protime            | + 5"       |
| 8. | Eline Jansen           | Holandia        | VolkerWessels              | + 9"       |
| 9. | Pauliena Rooijakkers   | Holandia        | Fenix-Deceuninck           | + 9"       |
| 10. | Pfeiffer Georgi        | Wielka Brytania | Team Picnic PostNL         | + 9"       |

| \| Klasyfikacja generalna \| Klasyfikacja generalna \| Klasyfikacja generalna \| Klasyfikacja generalna \| Klasyfikacja generalna \| \| Kolarz \| Kolarz \| Państwo \| Drużyna \| Czas \| \| ---------------------- \| ---------------------- \| ---------------------- \| -------------------------- \| ---------------------- \| \| 1. \| Marianne Vos \| Holandia \| Team Visma \\| Lease a Bike \| 1h 52' 53" \| \| 2. \| Kimberley Le Court \| Mauritius \| AG Insurance-Soudal Team \| + 4" \| \| 3. \| Pauline Ferrand-Prévot \| Francja \| Team Visma \\| Lease a Bike \| + 6" \| \| 4. \| Katarzyna Niewiadoma \| Polska \| Canyon//SRAM zondacrypto \| + 10" \| \| 5. \| Demi Vollering \| Holandia \| FDJ-Suez \| + 13" \| \| 6. \| Puck Pieterse \| Holandia \| Fenix-Deceuninck \| + 15" \| \| 7. \| Anna van der Breggen \| Holandia \| SD Worx-Protime \| + 15" \| \| 8. \| Eline Jansen \| Holandia \| VolkerWessels \| + 19" \| \| 9. \| Pauliena Rooijakkers \| Holandia \| Fenix-Deceuninck \| + 19" \| \| 10. \| Pfeiffer Georgi \| Wielka Brytania \| Team Picnic PostNL \| + 19" \| |                        |                 |                            |            |
| |                        |                 |                            |            |
| Źródło: ProCyclingStats |                        |                 |                            |            |
| Klasyfikacja generalna |                        |                 |                            |            |
| Kolarz | Kolarz                 | Państwo         | Drużyna                    | Czas       |
| 1. | Marianne Vos           | Holandia        | Team Visma \| Lease a Bike | 1h 52' 53" |
| 2. | Kimberley Le Court     | Mauritius       | AG Insurance-Soudal Team   | + 4"       |
| 3. | Pauline Ferrand-Prévot | Francja         | Team Visma \| Lease a Bike | + 6"       |
| 4. | Katarzyna Niewiadoma   | Polska          | Canyon//SRAM zondacrypto   | + 10"      |
| 5. | Demi Vollering         | Holandia        | FDJ-Suez                   | + 13"      |
| 6. | Puck Pieterse          | Holandia        | Fenix-Deceuninck           | + 15"      |
| 7. | Anna van der Breggen   | Holandia        | SD Worx-Protime            | + 15"      |
| 8. | Eline Jansen           | Holandia        | VolkerWessels              | + 19"      |
| 9. | Pauliena Rooijakkers   | Holandia        | Fenix-Deceuninck           | + 19"      |
| 10. | Pfeiffer Georgi        | Wielka Brytania | Team Picnic PostNL         | + 19"      |

### Etap 2
| Brest - Quimper | płaski | (110,4 km) |

| \| Klasyfikacja etapu \| Klasyfikacja etapu \| Klasyfikacja etapu \| Klasyfikacja etapu \| Klasyfikacja etapu \| \| Kolarz \| Kolarz \| Państwo \| Drużyna \| Czas \| \| ------------------ \| ------------------------- \| ------------------ \| -------------------------- \| ------------------ \| \| 1. \| Margarita Victoria García \| Hiszpania \| Liv AlUla Jayco \| 2h 44' 29" \| \| 2. \| Lorena Wiebes \| Holandia \| SD Worx-Protime \| + 3" \| \| 3. \| Kimberley Le Court \| Mauritius \| AG Insurance-Soudal Team \| + 3" \| \| 4. \| Liane Lippert \| Niemcy \| Movistar Team \| + 3" \| \| 5. \| Marianne Vos \| Holandia \| Team Visma \\| Lease a Bike \| + 3" \| \| 6. \| Katarzyna Niewiadoma \| Polska \| Canyon//SRAM zondacrypto \| + 3" \| \| 7. \| Demi Vollering \| Holandia \| FDJ-Suez \| + 3" \| \| 8. \| Pauline Ferrand-Prévot \| Francja \| Team Visma \\| Lease a Bike \| + 3" \| \| 9. \| Puck Pieterse \| Holandia \| Fenix-Deceuninck \| + 3" \| \| 10. \| Anna van der Breggen \| Holandia \| SD Worx-Protime \| + 3" \| |                           |           |                            |            |
| |                           |           |                            |            |
| Źródło: ProCyclingStats |                           |           |                            |            |
| Klasyfikacja etapu |                           |           |                            |            |
| Kolarz | Kolarz                    | Państwo   | Drużyna                    | Czas       |
| 1. | Margarita Victoria García | Hiszpania | Liv AlUla Jayco            | 2h 44' 29" |
| 2. | Lorena Wiebes             | Holandia  | SD Worx-Protime            | + 3"       |
| 3. | Kimberley Le Court        | Mauritius | AG Insurance-Soudal Team   | + 3"       |
| 4. | Liane Lippert             | Niemcy    | Movistar Team              | + 3"       |
| 5. | Marianne Vos              | Holandia  | Team Visma \| Lease a Bike | + 3"       |
| 6. | Katarzyna Niewiadoma      | Polska    | Canyon//SRAM zondacrypto   | + 3"       |
| 7. | Demi Vollering            | Holandia  | FDJ-Suez                   | + 3"       |
| 8. | Pauline Ferrand-Prévot    | Francja   | Team Visma \| Lease a Bike | + 3"       |
| 9. | Puck Pieterse             | Holandia  | Fenix-Deceuninck           | + 3"       |
| 10. | Anna van der Breggen      | Holandia  | SD Worx-Protime            | + 3"       |

| \| Klasyfikacja generalna \| Klasyfikacja generalna \| Klasyfikacja generalna \| Klasyfikacja generalna \| Klasyfikacja generalna \| \| Kolarz \| Kolarz \| Państwo \| Drużyna \| Czas \| \| ---------------------- \| ---------------------- \| ---------------------- \| -------------------------- \| ---------------------- \| \| 1. \| Kimberley Le Court \| Mauritius \| AG Insurance-Soudal Team \| 4h 37' 25" \| \| 2. \| Marianne Vos \| Holandia \| Team Visma \\| Lease a Bike \| + 0" \| \| 3. \| Pauline Ferrand-Prévot \| Francja \| Team Visma \\| Lease a Bike \| + 6" \| \| 4. \| Katarzyna Niewiadoma \| Polska \| Canyon//SRAM zondacrypto \| + 10" \| \| 5. \| Demi Vollering \| Holandia \| FDJ-Suez \| + 13" \| \| 6. \| Puck Pieterse \| Holandia \| Fenix-Deceuninck \| + 15" \| \| 7. \| Anna van der Breggen \| Holandia \| SD Worx-Protime \| + 15" \| \| 8. \| Pauliena Rooijakkers \| Holandia \| Fenix-Deceuninck \| + 19" \| \| 9. \| Niamh Fisher-Black \| Nowa Zelandia \| Lidl-Trek \| + 19" \| \| 10. \| Chloé Dygert \| Stany Zjednoczone \| Canyon//SRAM zondacrypto \| + 19" \| |                        |                   |                            |            |
| |                        |                   |                            |            |
| Źródło: ProCyclingStats |                        |                   |                            |            |
| Klasyfikacja generalna |                        |                   |                            |            |
| Kolarz | Kolarz                 | Państwo           | Drużyna                    | Czas       |
| 1. | Kimberley Le Court     | Mauritius         | AG Insurance-Soudal Team   | 4h 37' 25" |
| 2. | Marianne Vos           | Holandia          | Team Visma \| Lease a Bike | + 0"       |
| 3. | Pauline Ferrand-Prévot | Francja           | Team Visma \| Lease a Bike | + 6"       |
| 4. | Katarzyna Niewiadoma   | Polska            | Canyon//SRAM zondacrypto   | + 10"      |
| 5. | Demi Vollering         | Holandia          | FDJ-Suez                   | + 13"      |
| 6. | Puck Pieterse          | Holandia          | Fenix-Deceuninck           | + 15"      |
| 7. | Anna van der Breggen   | Holandia          | SD Worx-Protime            | + 15"      |
| 8. | Pauliena Rooijakkers   | Holandia          | Fenix-Deceuninck           | + 19"      |
| 9. | Niamh Fisher-Black     | Nowa Zelandia     | Lidl-Trek                  | + 19"      |
| 10. | Chloé Dygert           | Stany Zjednoczone | Canyon//SRAM zondacrypto   | + 19"      |

### Etap 3
| La Gacilly - Angers | płaski | (163,5 km) |

| \| Klasyfikacja etapu \| Klasyfikacja etapu \| Klasyfikacja etapu \| Klasyfikacja etapu \| Klasyfikacja etapu \| \| Kolarz \| Kolarz \| Państwo \| Drużyna \| Czas \| \| ------------------ \| -------------------- \| ------------------ \| -------------------------- \| ------------------ \| \| 1. \| Lorena Wiebes \| Holandia \| SD Worx-Protime \| 3h 41' 47" \| \| 2. \| Marianne Vos \| Holandia \| Team Visma \\| Lease a Bike \| + 0" \| \| 3. \| Ally Wollaston \| Nowa Zelandia \| FDJ-Suez \| + 0" \| \| 4. \| Megan Jastrab \| Stany Zjednoczone \| Team Picnic PostNL \| + 0" \| \| 5. \| Liane Lippert \| Niemcy \| Movistar Team \| + 0" \| \| 6. \| Shari Bossuyt \| Belgia \| AG Insurance-Soudal Team \| + 0" \| \| 7. \| Eline Jansen \| Holandia \| VolkerWessels \| + 0" \| \| 8. \| Katarzyna Niewiadoma \| Polska \| Canyon//SRAM zondacrypto \| + 0" \| \| 9. \| Noemi Rüegg \| Szwajcaria \| EF Education-Oatly \| + 0" \| \| 10. \| Lucinda Brand \| Holandia \| Lidl-Trek \| + 0" \| |                      |                   |                            |            |
| |                      |                   |                            |            |
| Źródło: ProCyclingStats |                      |                   |                            |            |
| Klasyfikacja etapu |                      |                   |                            |            |
| Kolarz | Kolarz               | Państwo           | Drużyna                    | Czas       |
| 1. | Lorena Wiebes        | Holandia          | SD Worx-Protime            | 3h 41' 47" |
| 2. | Marianne Vos         | Holandia          | Team Visma \| Lease a Bike | + 0"       |
| 3. | Ally Wollaston       | Nowa Zelandia     | FDJ-Suez                   | + 0"       |
| 4. | Megan Jastrab        | Stany Zjednoczone | Team Picnic PostNL         | + 0"       |
| 5. | Liane Lippert        | Niemcy            | Movistar Team              | + 0"       |
| 6. | Shari Bossuyt        | Belgia            | AG Insurance-Soudal Team   | + 0"       |
| 7. | Eline Jansen         | Holandia          | VolkerWessels              | + 0"       |
| 8. | Katarzyna Niewiadoma | Polska            | Canyon//SRAM zondacrypto   | + 0"       |
| 9. | Noemi Rüegg          | Szwajcaria        | EF Education-Oatly         | + 0"       |
| 10. | Lucinda Brand        | Holandia          | Lidl-Trek                  | + 0"       |

| \| Klasyfikacja generalna \| Klasyfikacja generalna \| Klasyfikacja generalna \| Klasyfikacja generalna \| Klasyfikacja generalna \| \| Kolarz \| Kolarz \| Państwo \| Drużyna \| Czas \| \| ---------------------- \| ---------------------- \| ---------------------- \| -------------------------- \| ---------------------- \| \| 1. \| Marianne Vos \| Holandia \| Team Visma \\| Lease a Bike \| 8h 19' 06" \| \| 2. \| Kimberley Le Court \| Mauritius \| AG Insurance-Soudal Team \| + 6" \| \| 3. \| Pauline Ferrand-Prévot \| Francja \| Team Visma \\| Lease a Bike \| + 12" \| \| 4. \| Katarzyna Niewiadoma \| Polska \| Canyon//SRAM zondacrypto \| + 16" \| \| 5. \| Lorena Wiebes \| Holandia \| SD Worx-Protime \| + 16" \| \| 6. \| Demi Vollering \| Holandia \| FDJ-Suez \| + 19" \| \| 7. \| Anna van der Breggen \| Holandia \| SD Worx-Protime \| + 21" \| \| 8. \| Puck Pieterse \| Holandia \| Fenix-Deceuninck \| + 21" \| \| 9. \| Pauliena Rooijakkers \| Holandia \| Fenix-Deceuninck \| + 25" \| \| 10. \| Niamh Fisher-Black \| Nowa Zelandia \| Lidl-Trek \| + 25" \| |                        |               |                            |            |
| |                        |               |                            |            |
| Źródło: ProCyclingStats |                        |               |                            |            |
| Klasyfikacja generalna |                        |               |                            |            |
| Kolarz | Kolarz                 | Państwo       | Drużyna                    | Czas       |
| 1. | Marianne Vos           | Holandia      | Team Visma \| Lease a Bike | 8h 19' 06" |
| 2. | Kimberley Le Court     | Mauritius     | AG Insurance-Soudal Team   | + 6"       |
| 3. | Pauline Ferrand-Prévot | Francja       | Team Visma \| Lease a Bike | + 12"      |
| 4. | Katarzyna Niewiadoma   | Polska        | Canyon//SRAM zondacrypto   | + 16"      |
| 5. | Lorena Wiebes          | Holandia      | SD Worx-Protime            | + 16"      |
| 6. | Demi Vollering         | Holandia      | FDJ-Suez                   | + 19"      |
| 7. | Anna van der Breggen   | Holandia      | SD Worx-Protime            | + 21"      |
| 8. | Puck Pieterse          | Holandia      | Fenix-Deceuninck           | + 21"      |
| 9. | Pauliena Rooijakkers   | Holandia      | Fenix-Deceuninck           | + 25"      |
| 10. | Niamh Fisher-Black     | Nowa Zelandia | Lidl-Trek                  | + 25"      |

### Etap 4
| Saumur - Poitiers | płaski | (130,7 km) |

| \| Klasyfikacja etapu \| Klasyfikacja etapu \| Klasyfikacja etapu \| Klasyfikacja etapu \| Klasyfikacja etapu \| \| Kolarz \| Kolarz \| Państwo \| Drużyna \| Czas \| \| ------------------ \| ------------------ \| ------------------ \| ---------------------------------- \| ------------------ \| \| 1. \| Lorena Wiebes \| Holandia \| SD Worx-Protime \| 2h 54' 11" \| \| 2. \| Marianne Vos \| Holandia \| Team Visma \\| Lease a Bike \| + 0" \| \| 3. \| Lara Gillespie \| Irlandia \| UAE Team ADQ \| + 0" \| \| 4. \| Eline Jansen \| Holandia \| VolkerWessels \| + 0" \| \| 5. \| Chloé Dygert \| Stany Zjednoczone \| Canyon//SRAM zondacrypto \| + 0" \| \| 6. \| Shari Bossuyt \| Belgia \| AG Insurance-Soudal Team \| + 0" \| \| 7. \| Rachele Barbieri \| Włochy \| Team Picnic PostNL \| + 0" \| \| 8. \| Linda Zanetti \| Szwajcaria \| Uno-X Mobility \| + 0" \| \| 9. \| Alicia González \| Hiszpania \| St Michel-Preference Home-Auber 93 \| + 0" \| \| 10. \| Sarah Van Dam \| Kanada \| Ceratizit Pro Cycling Team \| + 0" \| |                  |                   |                                    |            |
| |                  |                   |                                    |            |
| Źródło: ProCyclingStats |                  |                   |                                    |            |
| Klasyfikacja etapu |                  |                   |                                    |            |
| Kolarz | Kolarz           | Państwo           | Drużyna                            | Czas       |
| 1. | Lorena Wiebes    | Holandia          | SD Worx-Protime                    | 2h 54' 11" |
| 2. | Marianne Vos     | Holandia          | Team Visma \| Lease a Bike         | + 0"       |
| 3. | Lara Gillespie   | Irlandia          | UAE Team ADQ                       | + 0"       |
| 4. | Eline Jansen     | Holandia          | VolkerWessels                      | + 0"       |
| 5. | Chloé Dygert     | Stany Zjednoczone | Canyon//SRAM zondacrypto           | + 0"       |
| 6. | Shari Bossuyt    | Belgia            | AG Insurance-Soudal Team           | + 0"       |
| 7. | Rachele Barbieri | Włochy            | Team Picnic PostNL                 | + 0"       |
| 8. | Linda Zanetti    | Szwajcaria        | Uno-X Mobility                     | + 0"       |
| 9. | Alicia González  | Hiszpania         | St Michel-Preference Home-Auber 93 | + 0"       |
| 10. | Sarah Van Dam    | Kanada            | Ceratizit Pro Cycling Team         | + 0"       |

| \| Klasyfikacja generalna \| Klasyfikacja generalna \| Klasyfikacja generalna \| Klasyfikacja generalna \| Klasyfikacja generalna \| \| Kolarz \| Kolarz \| Państwo \| Drużyna \| Czas \| \| ---------------------- \| ---------------------- \| ---------------------- \| -------------------------- \| ---------------------- \| \| 1. \| Marianne Vos \| Holandia \| Team Visma \\| Lease a Bike \| 11h 13' 11" \| \| 2. \| Lorena Wiebes \| Holandia \| SD Worx-Protime \| + 12" \| \| 3. \| Kimberley Le Court \| Mauritius \| AG Insurance-Soudal Team \| + 12" \| \| 4. \| Pauline Ferrand-Prévot \| Francja \| Team Visma \\| Lease a Bike \| + 18" \| \| 5. \| Katarzyna Niewiadoma \| Polska \| Canyon//SRAM zondacrypto \| + 22" \| \| 6. \| Demi Vollering \| Holandia \| FDJ-Suez \| + 25" \| \| 7. \| Anna van der Breggen \| Holandia \| SD Worx-Protime \| + 27" \| \| 8. \| Puck Pieterse \| Holandia \| Fenix-Deceuninck \| + 27" \| \| 9. \| Niamh Fisher-Black \| Nowa Zelandia \| Lidl-Trek \| + 31" \| \| 10. \| Chloé Dygert \| Stany Zjednoczone \| Canyon//SRAM zondacrypto \| + 31" \| |                        |                   |                            |             |
| |                        |                   |                            |             |
| Źródło: ProCyclingStats |                        |                   |                            |             |
| Klasyfikacja generalna |                        |                   |                            |             |
| Kolarz | Kolarz                 | Państwo           | Drużyna                    | Czas        |
| 1. | Marianne Vos           | Holandia          | Team Visma \| Lease a Bike | 11h 13' 11" |
| 2. | Lorena Wiebes          | Holandia          | SD Worx-Protime            | + 12"       |
| 3. | Kimberley Le Court     | Mauritius         | AG Insurance-Soudal Team   | + 12"       |
| 4. | Pauline Ferrand-Prévot | Francja           | Team Visma \| Lease a Bike | + 18"       |
| 5. | Katarzyna Niewiadoma   | Polska            | Canyon//SRAM zondacrypto   | + 22"       |
| 6. | Demi Vollering         | Holandia          | FDJ-Suez                   | + 25"       |
| 7. | Anna van der Breggen   | Holandia          | SD Worx-Protime            | + 27"       |
| 8. | Puck Pieterse          | Holandia          | Fenix-Deceuninck           | + 27"       |
| 9. | Niamh Fisher-Black     | Nowa Zelandia     | Lidl-Trek                  | + 31"       |
| 10. | Chloé Dygert           | Stany Zjednoczone | Canyon//SRAM zondacrypto   | + 31"       |

### Etap 5
| Chasseneuil-du-Poitou - Guéret | górzysty | (165,8 km) |

| \| Klasyfikacja etapu \| Klasyfikacja etapu \| Klasyfikacja etapu \| Klasyfikacja etapu \| Klasyfikacja etapu \| \| Kolarz \| Kolarz \| Państwo \| Drużyna \| Czas \| \| ------------------ \| ---------------------- \| ------------------ \| -------------------------- \| ------------------ \| \| 1. \| Kimberley Le Court \| Mauritius \| AG Insurance-Soudal Team \| 3h 54' 07" \| \| 2. \| Demi Vollering \| Holandia \| FDJ-Suez \| + 0" \| \| 3. \| Anna van der Breggen \| Holandia \| SD Worx-Protime \| + 0" \| \| 4. \| Katarzyna Niewiadoma \| Polska \| Canyon//SRAM zondacrypto \| + 0" \| \| 5. \| Pauline Ferrand-Prévot \| Francja \| Team Visma \\| Lease a Bike \| + 0" \| \| 6. \| Sarah Gigante \| Australia \| AG Insurance-Soudal Team \| + 0" \| \| 7. \| Pauliena Rooijakkers \| Holandia \| Fenix-Deceuninck \| + 0" \| \| 8. \| Marianne Vos \| Holandia \| Team Visma \\| Lease a Bike \| + 33" \| \| 9. \| Évita Muzic \| Francja \| FDJ-Suez \| + 33" \| \| 10. \| Elise Chabbey \| Szwajcaria \| FDJ-Suez \| + 33" \| |                        |            |                            |            |
| |                        |            |                            |            |
| Źródło: ProCyclingStats |                        |            |                            |            |
| Klasyfikacja etapu |                        |            |                            |            |
| Kolarz | Kolarz                 | Państwo    | Drużyna                    | Czas       |
| 1. | Kimberley Le Court     | Mauritius  | AG Insurance-Soudal Team   | 3h 54' 07" |
| 2. | Demi Vollering         | Holandia   | FDJ-Suez                   | + 0"       |
| 3. | Anna van der Breggen   | Holandia   | SD Worx-Protime            | + 0"       |
| 4. | Katarzyna Niewiadoma   | Polska     | Canyon//SRAM zondacrypto   | + 0"       |
| 5. | Pauline Ferrand-Prévot | Francja    | Team Visma \| Lease a Bike | + 0"       |
| 6. | Sarah Gigante          | Australia  | AG Insurance-Soudal Team   | + 0"       |
| 7. | Pauliena Rooijakkers   | Holandia   | Fenix-Deceuninck           | + 0"       |
| 8. | Marianne Vos           | Holandia   | Team Visma \| Lease a Bike | + 33"      |
| 9. | Évita Muzic            | Francja    | FDJ-Suez                   | + 33"      |
| 10. | Elise Chabbey          | Szwajcaria | FDJ-Suez                   | + 33"      |

| \| Klasyfikacja generalna \| Klasyfikacja generalna \| Klasyfikacja generalna \| Klasyfikacja generalna \| Klasyfikacja generalna \| \| Kolarz \| Kolarz \| Państwo \| Drużyna \| Czas \| \| ---------------------- \| ---------------------- \| ---------------------- \| -------------------------- \| ---------------------- \| \| 1. \| Kimberley Le Court \| Mauritius \| AG Insurance-Soudal Team \| 15h 07' 14" \| \| 2. \| Pauline Ferrand-Prévot \| Francja \| Team Visma \\| Lease a Bike \| + 18" \| \| 3. \| Demi Vollering \| Holandia \| FDJ-Suez \| + 23" \| \| 4. \| Katarzyna Niewiadoma \| Polska \| Canyon//SRAM zondacrypto \| + 24" \| \| 5. \| Anna van der Breggen \| Holandia \| SD Worx-Protime \| + 27" \| \| 6. \| Marianne Vos \| Holandia \| Team Visma \\| Lease a Bike \| + 37" \| \| 7. \| Pauliena Rooijakkers \| Holandia \| Fenix-Deceuninck \| + 45" \| \| 8. \| Sarah Gigante \| Australia \| AG Insurance-Soudal Team \| + 55" \| \| 9. \| Puck Pieterse \| Holandia \| Fenix-Deceuninck \| + 1' 04" \| \| 10. \| Cédrine Kerbaol \| Francja \| EF Education-Oatly \| + 1' 16" \| |                        |           |                            |             |
| |                        |           |                            |             |
| Źródło: ProCyclingStats |                        |           |                            |             |
| Klasyfikacja generalna |                        |           |                            |             |
| Kolarz | Kolarz                 | Państwo   | Drużyna                    | Czas        |
| 1. | Kimberley Le Court     | Mauritius | AG Insurance-Soudal Team   | 15h 07' 14" |
| 2. | Pauline Ferrand-Prévot | Francja   | Team Visma \| Lease a Bike | + 18"       |
| 3. | Demi Vollering         | Holandia  | FDJ-Suez                   | + 23"       |
| 4. | Katarzyna Niewiadoma   | Polska    | Canyon//SRAM zondacrypto   | + 24"       |
| 5. | Anna van der Breggen   | Holandia  | SD Worx-Protime            | + 27"       |
| 6. | Marianne Vos           | Holandia  | Team Visma \| Lease a Bike | + 37"       |
| 7. | Pauliena Rooijakkers   | Holandia  | Fenix-Deceuninck           | + 45"       |
| 8. | Sarah Gigante          | Australia | AG Insurance-Soudal Team   | + 55"       |
| 9. | Puck Pieterse          | Holandia  | Fenix-Deceuninck           | + 1' 04"    |
| 10. | Cédrine Kerbaol        | Francja   | EF Education-Oatly         | + 1' 16"    |

### Etap 6
| Clermont-Ferrand - Ambert | górski | (123,7 km) |

| \| Klasyfikacja etapu \| Klasyfikacja etapu \| Klasyfikacja etapu \| Klasyfikacja etapu \| Klasyfikacja etapu \| \| Kolarz \| Kolarz \| Państwo \| Drużyna \| Czas \| \| ------------------ \| ---------------------- \| ------------------ \| -------------------------- \| ------------------ \| \| 1. \| Maëva Squiban \| Francja \| UAE Team ADQ \| 3h 20' 46" \| \| 2. \| Juliette Labous \| Francja \| FDJ-Suez \| + 1' 09" \| \| 3. \| Kimberley Le Court \| Mauritius \| AG Insurance-Soudal Team \| + 1' 13" \| \| 4. \| Demi Vollering \| Holandia \| FDJ-Suez \| + 1' 13" \| \| 5. \| Dominika Włodarczyk \| Polska \| UAE Team ADQ \| + 1' 13" \| \| 6. \| Margot Vanpachtenbeke \| Belgia \| VolkerWessels \| + 1' 13" \| \| 7. \| Pauline Ferrand-Prévot \| Francja \| Team Visma \\| Lease a Bike \| + 1' 13" \| \| 8. \| Magdeleine Vallieres \| Kanada \| EF Education-Oatly \| + 1' 13" \| \| 9. \| Pauliena Rooijakkers \| Holandia \| Fenix-Deceuninck \| + 1' 13" \| \| 10. \| Puck Pieterse \| Holandia \| Fenix-Deceuninck \| + 1' 13" \| |                        |           |                            |            |
| |                        |           |                            |            |
| Źródło: ProCyclingStats |                        |           |                            |            |
| Klasyfikacja etapu |                        |           |                            |            |
| Kolarz | Kolarz                 | Państwo   | Drużyna                    | Czas       |
| 1. | Maëva Squiban          | Francja   | UAE Team ADQ               | 3h 20' 46" |
| 2. | Juliette Labous        | Francja   | FDJ-Suez                   | + 1' 09"   |
| 3. | Kimberley Le Court     | Mauritius | AG Insurance-Soudal Team   | + 1' 13"   |
| 4. | Demi Vollering         | Holandia  | FDJ-Suez                   | + 1' 13"   |
| 5. | Dominika Włodarczyk    | Polska    | UAE Team ADQ               | + 1' 13"   |
| 6. | Margot Vanpachtenbeke  | Belgia    | VolkerWessels              | + 1' 13"   |
| 7. | Pauline Ferrand-Prévot | Francja   | Team Visma \| Lease a Bike | + 1' 13"   |
| 8. | Magdeleine Vallieres   | Kanada    | EF Education-Oatly         | + 1' 13"   |
| 9. | Pauliena Rooijakkers   | Holandia  | Fenix-Deceuninck           | + 1' 13"   |
| 10. | Puck Pieterse          | Holandia  | Fenix-Deceuninck           | + 1' 13"   |

| \| Klasyfikacja generalna \| Klasyfikacja generalna \| Klasyfikacja generalna \| Klasyfikacja generalna \| Klasyfikacja generalna \| \| Kolarz \| Kolarz \| Państwo \| Drużyna \| Czas \| \| ---------------------- \| ---------------------- \| ---------------------- \| -------------------------- \| ---------------------- \| \| 1. \| Kimberley Le Court \| Mauritius \| AG Insurance-Soudal Team \| 18h 29' 05" \| \| 2. \| Pauline Ferrand-Prévot \| Francja \| Team Visma \\| Lease a Bike \| + 26" \| \| 3. \| Katarzyna Niewiadoma \| Polska \| Canyon//SRAM zondacrypto \| + 30" \| \| 4. \| Demi Vollering \| Holandia \| FDJ-Suez \| + 31" \| \| 5. \| Anna van der Breggen \| Holandia \| SD Worx-Protime \| + 35" \| \| 6. \| Pauliena Rooijakkers \| Holandia \| Fenix-Deceuninck \| + 53" \| \| 7. \| Sarah Gigante \| Australia \| AG Insurance-Soudal Team \| + 1' 03" \| \| 8. \| Puck Pieterse \| Holandia \| Fenix-Deceuninck \| + 1' 12" \| \| 9. \| Cédrine Kerbaol \| Francja \| EF Education-Oatly \| + 1' 24" \| \| 10. \| Évita Muzic \| Francja \| FDJ-Suez \| + 1' 24" \| |                        |           |                            |             |
| |                        |           |                            |             |
| Źródło: ProCyclingStats |                        |           |                            |             |
| Klasyfikacja generalna |                        |           |                            |             |
| Kolarz | Kolarz                 | Państwo   | Drużyna                    | Czas        |
| 1. | Kimberley Le Court     | Mauritius | AG Insurance-Soudal Team   | 18h 29' 05" |
| 2. | Pauline Ferrand-Prévot | Francja   | Team Visma \| Lease a Bike | + 26"       |
| 3. | Katarzyna Niewiadoma   | Polska    | Canyon//SRAM zondacrypto   | + 30"       |
| 4. | Demi Vollering         | Holandia  | FDJ-Suez                   | + 31"       |
| 5. | Anna van der Breggen   | Holandia  | SD Worx-Protime            | + 35"       |
| 6. | Pauliena Rooijakkers   | Holandia  | Fenix-Deceuninck           | + 53"       |
| 7. | Sarah Gigante          | Australia | AG Insurance-Soudal Team   | + 1' 03"    |
| 8. | Puck Pieterse          | Holandia  | Fenix-Deceuninck           | + 1' 12"    |
| 9. | Cédrine Kerbaol        | Francja   | EF Education-Oatly         | + 1' 24"    |
| 10. | Évita Muzic            | Francja   | FDJ-Suez                   | + 1' 24"    |

### Etap 7
| Bourg-en-Bresse - Chambéry | pagórkowaty | (159,7 km) |

| \| Klasyfikacja etapu \| Klasyfikacja etapu \| Klasyfikacja etapu \| Klasyfikacja etapu \| Klasyfikacja etapu \| \| Kolarz \| Kolarz \| Państwo \| Drużyna \| Czas \| \| ------------------ \| -------------------- \| ------------------ \| ------------------------ \| ------------------ \| \| 1. \| Maëva Squiban \| Francja \| UAE Team ADQ \| 3h 58' 26" \| \| 2. \| Cédrine Kerbaol \| Francja \| EF Education-Oatly \| + 51" \| \| 3. \| Ruth Winder \| Stany Zjednoczone \| Human Powered Health \| + 51" \| \| 4. \| Shirin van Anrooij \| Holandia \| Lidl-Trek \| + 53" \| \| 5. \| Dominika Włodarczyk \| Polska \| UAE Team ADQ \| + 1' 00" \| \| 6. \| Kimberley Le Court \| Mauritius \| AG Insurance-Soudal Team \| + 1' 00" \| \| 7. \| Anna van der Breggen \| Holandia \| SD Worx-Protime \| + 1' 00" \| \| 8. \| Demi Vollering \| Holandia \| FDJ-Suez \| + 1' 00" \| \| 9. \| Katarzyna Niewiadoma \| Polska \| Canyon//SRAM zondacrypto \| + 1' 00" \| \| 10. \| Niamh Fisher-Black \| Nowa Zelandia \| Lidl-Trek \| + 1' 00" \| |                      |                   |                          |            |
| |                      |                   |                          |            |
| Źródło: ProCyclingStats |                      |                   |                          |            |
| Klasyfikacja etapu |                      |                   |                          |            |
| Kolarz | Kolarz               | Państwo           | Drużyna                  | Czas       |
| 1. | Maëva Squiban        | Francja           | UAE Team ADQ             | 3h 58' 26" |
| 2. | Cédrine Kerbaol      | Francja           | EF Education-Oatly       | + 51"      |
| 3. | Ruth Winder          | Stany Zjednoczone | Human Powered Health     | + 51"      |
| 4. | Shirin van Anrooij   | Holandia          | Lidl-Trek                | + 53"      |
| 5. | Dominika Włodarczyk  | Polska            | UAE Team ADQ             | + 1' 00"   |
| 6. | Kimberley Le Court   | Mauritius         | AG Insurance-Soudal Team | + 1' 00"   |
| 7. | Anna van der Breggen | Holandia          | SD Worx-Protime          | + 1' 00"   |
| 8. | Demi Vollering       | Holandia          | FDJ-Suez                 | + 1' 00"   |
| 9. | Katarzyna Niewiadoma | Polska            | Canyon//SRAM zondacrypto | + 1' 00"   |
| 10. | Niamh Fisher-Black   | Nowa Zelandia     | Lidl-Trek                | + 1' 00"   |

| \| Klasyfikacja generalna \| Klasyfikacja generalna \| Klasyfikacja generalna \| Klasyfikacja generalna \| Klasyfikacja generalna \| \| Kolarz \| Kolarz \| Państwo \| Drużyna \| Czas \| \| ---------------------- \| ---------------------- \| ---------------------- \| -------------------------- \| ---------------------- \| \| 1. \| Kimberley Le Court \| Mauritius \| AG Insurance-Soudal Team \| 22h 28' 31" \| \| 2. \| Pauline Ferrand-Prévot \| Francja \| Team Visma \\| Lease a Bike \| + 26" \| \| 3. \| Katarzyna Niewiadoma \| Polska \| Canyon//SRAM zondacrypto \| + 30" \| \| 4. \| Demi Vollering \| Holandia \| FDJ-Suez \| + 31" \| \| 5. \| Anna van der Breggen \| Holandia \| SD Worx-Protime \| + 35" \| \| 6. \| Pauliena Rooijakkers \| Holandia \| Fenix-Deceuninck \| + 1' 04" \| \| 7. \| Cédrine Kerbaol \| Francja \| EF Education-Oatly \| + 1' 09" \| \| 8. \| Sarah Gigante \| Australia \| AG Insurance-Soudal Team \| + 1' 14" \| \| 9. \| Évita Muzic \| Francja \| FDJ-Suez \| + 1' 35" \| \| 10. \| Juliette Labous \| Francja \| FDJ-Suez \| + 1' 35" \| |                        |           |                            |             |
| |                        |           |                            |             |
| Źródło: ProCyclingStats |                        |           |                            |             |
| Klasyfikacja generalna |                        |           |                            |             |
| Kolarz | Kolarz                 | Państwo   | Drużyna                    | Czas        |
| 1. | Kimberley Le Court     | Mauritius | AG Insurance-Soudal Team   | 22h 28' 31" |
| 2. | Pauline Ferrand-Prévot | Francja   | Team Visma \| Lease a Bike | + 26"       |
| 3. | Katarzyna Niewiadoma   | Polska    | Canyon//SRAM zondacrypto   | + 30"       |
| 4. | Demi Vollering         | Holandia  | FDJ-Suez                   | + 31"       |
| 5. | Anna van der Breggen   | Holandia  | SD Worx-Protime            | + 35"       |
| 6. | Pauliena Rooijakkers   | Holandia  | Fenix-Deceuninck           | + 1' 04"    |
| 7. | Cédrine Kerbaol        | Francja   | EF Education-Oatly         | + 1' 09"    |
| 8. | Sarah Gigante          | Australia | AG Insurance-Soudal Team   | + 1' 14"    |
| 9. | Évita Muzic            | Francja   | FDJ-Suez                   | + 1' 35"    |
| 10. | Juliette Labous        | Francja   | FDJ-Suez                   | + 1' 35"    |

### Etap 8
| Chambéry - Col de la Madeleine | górski | (111,9 km) |

| \| Klasyfikacja etapu \| Klasyfikacja etapu \| Klasyfikacja etapu \| Klasyfikacja etapu \| Klasyfikacja etapu \| \| Kolarz \| Kolarz \| Państwo \| Drużyna \| Czas \| \| ------------------ \| ---------------------- \| ------------------ \| -------------------------- \| ------------------ \| \| 1. \| Pauline Ferrand-Prévot \| Francja \| Team Visma \\| Lease a Bike \| 3h 47' 24" \| \| 2. \| Sarah Gigante \| Australia \| AG Insurance-Soudal Team \| + 1' 45" \| \| 3. \| Niamh Fisher-Black \| Nowa Zelandia \| Lidl-Trek \| + 2' 15" \| \| 4. \| Demi Vollering \| Holandia \| FDJ-Suez \| + 3' 03" \| \| 5. \| Yara Kastelijn \| Holandia \| Fenix-Deceuninck \| + 3' 03" \| \| 6. \| Cédrine Kerbaol \| Francja \| EF Education-Oatly \| + 3' 18" \| \| 7. \| Dominika Włodarczyk \| Polska \| UAE Team ADQ \| + 3' 22" \| \| 8. \| Katarzyna Niewiadoma \| Polska \| Canyon//SRAM zondacrypto \| + 3' 26" \| \| 9. \| Pauliena Rooijakkers \| Holandia \| Fenix-Deceuninck \| + 3' 38" \| \| 10. \| Marion Bunel \| Francja \| Team Visma \\| Lease a Bike \| + 4' 31" \| |                        |               |                            |            |
| |                        |               |                            |            |
| Źródło: ProCyclingStats |                        |               |                            |            |
| Klasyfikacja etapu |                        |               |                            |            |
| Kolarz | Kolarz                 | Państwo       | Drużyna                    | Czas       |
| 1. | Pauline Ferrand-Prévot | Francja       | Team Visma \| Lease a Bike | 3h 47' 24" |
| 2. | Sarah Gigante          | Australia     | AG Insurance-Soudal Team   | + 1' 45"   |
| 3. | Niamh Fisher-Black     | Nowa Zelandia | Lidl-Trek                  | + 2' 15"   |
| 4. | Demi Vollering         | Holandia      | FDJ-Suez                   | + 3' 03"   |
| 5. | Yara Kastelijn         | Holandia      | Fenix-Deceuninck           | + 3' 03"   |
| 6. | Cédrine Kerbaol        | Francja       | EF Education-Oatly         | + 3' 18"   |
| 7. | Dominika Włodarczyk    | Polska        | UAE Team ADQ               | + 3' 22"   |
| 8. | Katarzyna Niewiadoma   | Polska        | Canyon//SRAM zondacrypto   | + 3' 26"   |
| 9. | Pauliena Rooijakkers   | Holandia      | Fenix-Deceuninck           | + 3' 38"   |
| 10. | Marion Bunel           | Francja       | Team Visma \| Lease a Bike | + 4' 31"   |

| \| Klasyfikacja generalna \| Klasyfikacja generalna \| Klasyfikacja generalna \| Klasyfikacja generalna \| Klasyfikacja generalna \| \| Kolarz \| Kolarz \| Państwo \| Drużyna \| Czas \| \| ---------------------- \| ---------------------- \| ---------------------- \| -------------------------- \| ---------------------- \| \| 1. \| Pauline Ferrand-Prévot \| Francja \| Team Visma \\| Lease a Bike \| 26h 16' 11" \| \| 2. \| Sarah Gigante \| Australia \| AG Insurance-Soudal Team \| + 2' 37" \| \| 3. \| Demi Vollering \| Holandia \| FDJ-Suez \| + 3' 18" \| \| 4. \| Katarzyna Niewiadoma \| Polska \| Canyon//SRAM zondacrypto \| + 3' 40" \| \| 5. \| Cédrine Kerbaol \| Francja \| EF Education-Oatly \| + 4' 11" \| \| 6. \| Pauliena Rooijakkers \| Holandia \| Fenix-Deceuninck \| + 4' 26" \| \| 7. \| Dominika Włodarczyk \| Polska \| UAE Team ADQ \| + 5' 02" \| \| 8. \| Niamh Fisher-Black \| Nowa Zelandia \| Lidl-Trek \| + 5' 52" \| \| 9. \| Évita Muzic \| Francja \| FDJ-Suez \| + 5' 58" \| \| 10. \| Juliette Labous \| Francja \| FDJ-Suez \| + 7' 14" \| |                        |               |                            |             |
| |                        |               |                            |             |
| Źródło: ProCyclingStats |                        |               |                            |             |
| Klasyfikacja generalna |                        |               |                            |             |
| Kolarz | Kolarz                 | Państwo       | Drużyna                    | Czas        |
| 1. | Pauline Ferrand-Prévot | Francja       | Team Visma \| Lease a Bike | 26h 16' 11" |
| 2. | Sarah Gigante          | Australia     | AG Insurance-Soudal Team   | + 2' 37"    |
| 3. | Demi Vollering         | Holandia      | FDJ-Suez                   | + 3' 18"    |
| 4. | Katarzyna Niewiadoma   | Polska        | Canyon//SRAM zondacrypto   | + 3' 40"    |
| 5. | Cédrine Kerbaol        | Francja       | EF Education-Oatly         | + 4' 11"    |
| 6. | Pauliena Rooijakkers   | Holandia      | Fenix-Deceuninck           | + 4' 26"    |
| 7. | Dominika Włodarczyk    | Polska        | UAE Team ADQ               | + 5' 02"    |
| 8. | Niamh Fisher-Black     | Nowa Zelandia | Lidl-Trek                  | + 5' 52"    |
| 9. | Évita Muzic            | Francja       | FDJ-Suez                   | + 5' 58"    |
| 10. | Juliette Labous        | Francja       | FDJ-Suez                   | + 7' 14"    |

### Etap 9
| Praz-sur-Arly - Châtel | górski | (124,1 km) |

| \| Klasyfikacja etapu \| Klasyfikacja etapu \| Klasyfikacja etapu \| Klasyfikacja etapu \| Klasyfikacja etapu \| \| Kolarz \| Kolarz \| Państwo \| Drużyna \| Czas \| \| ------------------ \| ---------------------- \| ------------------ \| -------------------------- \| ------------------ \| \| 1. \| Pauline Ferrand-Prévot \| Francja \| Team Visma \\| Lease a Bike \| 3h 38' 23" \| \| 2. \| Demi Vollering \| Holandia \| FDJ-Suez \| + 20" \| \| 3. \| Katarzyna Niewiadoma \| Polska \| Canyon//SRAM zondacrypto \| + 23" \| \| 4. \| Niamh Fisher-Black \| Nowa Zelandia \| Lidl-Trek \| + 23" \| \| 5. \| Dominika Włodarczyk \| Polska \| UAE Team ADQ \| + 33" \| \| 6. \| Juliette Labous \| Francja \| FDJ-Suez \| + 1' 49" \| \| 7. \| Sarah Gigante \| Australia \| AG Insurance-Soudal Team \| + 3' 53" \| \| 8. \| Cédrine Kerbaol \| Francja \| EF Education-Oatly \| + 9' 22" \| \| 9. \| Pauliena Rooijakkers \| Holandia \| Fenix-Deceuninck \| + 9' 23" \| \| 10. \| Nadia Gontova \| Kanada \| Winspace Orange Seal \| + 9' 26" \| |                        |               |                            |            |
| |                        |               |                            |            |
| Źródło: ProCyclingStats |                        |               |                            |            |
| Klasyfikacja etapu |                        |               |                            |            |
| Kolarz | Kolarz                 | Państwo       | Drużyna                    | Czas       |
| 1. | Pauline Ferrand-Prévot | Francja       | Team Visma \| Lease a Bike | 3h 38' 23" |
| 2. | Demi Vollering         | Holandia      | FDJ-Suez                   | + 20"      |
| 3. | Katarzyna Niewiadoma   | Polska        | Canyon//SRAM zondacrypto   | + 23"      |
| 4. | Niamh Fisher-Black     | Nowa Zelandia | Lidl-Trek                  | + 23"      |
| 5. | Dominika Włodarczyk    | Polska        | UAE Team ADQ               | + 33"      |
| 6. | Juliette Labous        | Francja       | FDJ-Suez                   | + 1' 49"   |
| 7. | Sarah Gigante          | Australia     | AG Insurance-Soudal Team   | + 3' 53"   |
| 8. | Cédrine Kerbaol        | Francja       | EF Education-Oatly         | + 9' 22"   |
| 9. | Pauliena Rooijakkers   | Holandia      | Fenix-Deceuninck           | + 9' 23"   |
| 10. | Nadia Gontova          | Kanada        | Winspace Orange Seal       | + 9' 26"   |

## Klasyfikacje

### Klasyfikacja generalna
| \| Klasyfikacja generalna \| Klasyfikacja generalna \| Klasyfikacja generalna \| Klasyfikacja generalna \| Klasyfikacja generalna \| \| Kolarka \| Kolarka \| Państwo \| Drużyna \| Czas \| \| ---------------------- \| ---------------------- \| ---------------------- \| -------------------------- \| ---------------------- \| \| 1. \| Pauline Ferrand-Prévot \| Francja \| Team Visma \\| Lease a Bike \| 29h 54' 24" \| \| 2. \| Demi Vollering \| Holandia \| FDJ-Suez \| + 3' 42" \| \| 3. \| Katarzyna Niewiadoma \| Polska \| Canyon//SRAM zondacrypto \| + 4' 09" \| \| 4. \| Dominika Włodarczyk \| Polska \| UAE Team ADQ \| + 5' 45" \| \| 5. \| Niamh Fisher-Black \| Nowa Zelandia \| Lidl-Trek \| + 6' 25" \| \| 6. \| Sarah Gigante \| Australia \| AG Insurance-Soudal Team \| + 6' 40" \| \| 7. \| Juliette Labous \| Francja \| FDJ-Suez \| + 9' 13" \| \| 8. \| Cédrine Kerbaol \| Francja \| EF Education-Oatly \| + 13' 43" \| \| 9. \| Pauliena Rooijakkers \| Holandia \| Fenix-Deceuninck \| + 13' 59" \| \| 10. \| Évita Muzic \| Francja \| FDJ-Suez \| + 15' 50" \| |                        |               |                            |             |
| |                        |               |                            |             |
| Źródło: ProCyclingStats |                        |               |                            |             |
| Klasyfikacja generalna |                        |               |                            |             |
| Kolarka | Kolarka                | Państwo       | Drużyna                    | Czas        |
| 1. | Pauline Ferrand-Prévot | Francja       | Team Visma \| Lease a Bike | 29h 54' 24" |
| 2. | Demi Vollering         | Holandia      | FDJ-Suez                   | + 3' 42"    |
| 3. | Katarzyna Niewiadoma   | Polska        | Canyon//SRAM zondacrypto   | + 4' 09"    |
| 4. | Dominika Włodarczyk    | Polska        | UAE Team ADQ               | + 5' 45"    |
| 5. | Niamh Fisher-Black     | Nowa Zelandia | Lidl-Trek                  | + 6' 25"    |
| 6. | Sarah Gigante          | Australia     | AG Insurance-Soudal Team   | + 6' 40"    |
| 7. | Juliette Labous        | Francja       | FDJ-Suez                   | + 9' 13"    |
| 8. | Cédrine Kerbaol        | Francja       | EF Education-Oatly         | + 13' 43"   |
| 9. | Pauliena Rooijakkers   | Holandia      | Fenix-Deceuninck           | + 13' 59"   |
| 10. | Évita Muzic            | Francja       | FDJ-Suez                   | + 15' 50"   |

| Klasyfikacja punktowa | Klasyfikacja punktowa | Klasyfikacja punktowa | Klasyfikacja punktowa | Klasyfikacja punktowa |
| Kolarka               | Kolarka               | Państwo               | Drużyna               | Punkty                |
| --------------------- | --------------------- | --------------------- | --------------------- | --------------------- |

| Klasyfikacja punktowa | Klasyfikacja punktowa | Klasyfikacja punktowa | Klasyfikacja punktowa | Klasyfikacja punktowa |
| Kolarka               | Kolarka               | Państwo               | Drużyna               | Punkty                |
| --------------------- | --------------------- | --------------------- | --------------------- | --------------------- |

| Klasyfikacja górska | Klasyfikacja górska | Klasyfikacja górska | Klasyfikacja górska | Klasyfikacja górska |
| Kolarka             | Kolarka             | Państwo             | Drużyna             | Punkty              |
| ------------------- | ------------------- | ------------------- | ------------------- | ------------------- |

| Klasyfikacja górska | Klasyfikacja górska | Klasyfikacja górska | Klasyfikacja górska | Klasyfikacja górska |
| Kolarka             | Kolarka             | Państwo             | Drużyna             | Punkty              |
| ------------------- | ------------------- | ------------------- | ------------------- | ------------------- |

| Klasyfikacja młodzieżowa | Klasyfikacja młodzieżowa | Klasyfikacja młodzieżowa | Klasyfikacja młodzieżowa | Klasyfikacja młodzieżowa |
| Kolarka                  | Kolarka                  | Państwo                  | Drużyna                  | Czas                     |
| ------------------------ | ------------------------ | ------------------------ | ------------------------ | ------------------------ |

| Klasyfikacja młodzieżowa | Klasyfikacja młodzieżowa | Klasyfikacja młodzieżowa | Klasyfikacja młodzieżowa | Klasyfikacja młodzieżowa |
| Kolarka                  | Kolarka                  | Państwo                  | Drużyna                  | Czas                     |
| ------------------------ | ------------------------ | ------------------------ | ------------------------ | ------------------------ |

| Klasyfikacja drużynowa | Klasyfikacja drużynowa | Klasyfikacja drużynowa | Klasyfikacja drużynowa |
| Drużyna                | Drużyna                | Państwo                | Czas                   |
| ---------------------- | ---------------------- | ---------------------- | ---------------------- |

| Klasyfikacja drużynowa | Klasyfikacja drużynowa | Klasyfikacja drużynowa | Klasyfikacja drużynowa |
| Drużyna                | Drużyna                | Państwo                | Czas                   |
| ---------------------- | ---------------------- | ---------------------- | ---------------------- |

### Liderki klasyfikacji
| Etap   |             | Pierwsze miejsce _        | Klasyfikacja generalna | Punktowa      | Górska        | Młodzieżowa  | Najaktywniejszych    | Drużynowa |
| ------ | ----------- | ------------------------- | ---------------------- | ------------- | ------------- | ------------ | -------------------- | --------- |
| 1      | pagórkowaty | Marianne Vos              | Marianne Vos           | Marianne Vos  | Elise Chabbey | Julie Bego   | Franziska Koch       | FDJ-Suez  |
| 2      | płaski      | Margarita Victoria García | Kimberley Le Court     | Marianne Vos  | Elise Chabbey | Julie Bego   | Maëva Squiban        | FDJ-Suez  |
| 3      | płaski      | Lorena Wiebes             | Marianne Vos           | Lorena Wiebes | Elise Chabbey | brak danych  | Clémence Latimier    | FDJ-Suez  |
| 4      | płaski      | Lorena Wiebes             | Marianne Vos           | Lorena Wiebes | Elise Chabbey | Julie Bego   | Franziska Koch       | FDJ-Suez  |
| 5      | górzysty    | Kimberley Le Court        | Kimberley Le Court     | Lorena Wiebes | Elise Chabbey | Julie Bego   | Brodie Chapman       | FDJ-Suez  |
| 6      | górski      | Maëva Squiban             | Kimberley Le Court     | Lorena Wiebes | Elise Chabbey | Julie Bego   | Maëva Squiban        | FDJ-Suez  |
| 7      | pagórkowaty | Maëva Squiban             | Kimberley Le Court     | Lorena Wiebes | Elise Chabbey | Nienke Vinke | Maëva Squiban        | FDJ-Suez  |
| 8      | górski      | Pauline Ferrand-Prévot    | Pauline Ferrand-Prévot | Lorena Wiebes | Elise Chabbey | Nienke Vinke | Niamh Fisher-Black   | FDJ-Suez  |
| 9      | górski      | Pauline Ferrand-Prévot    | Pauline Ferrand-Prévot | Lorena Wiebes | Elise Chabbey | Nienke Vinke | Anna van der Breggen | FDJ-Suez  |
| Koniec | Koniec      |                           | Pauline Ferrand-Prévot | Lorena Wiebes | Elise Chabbey | Nienke Vinke | Maëva Squiban        | FDJ-Suez  |